# Seznam jezer v Ontariu
Seznam jezer v Ontariu.
- Jezero Abitibi
- Agnew Lake
- Ahmic lake
- Allumette Lake
- Attawapiskat Lake
- Balsam Lake
- Bamaji Lake
- Bark Lake
- Jezero Bernard
- Big Rideau Lake
- Big Trout Lake
- Birch Lake
- Buckhorn Lake
- Caribou Lake
- Cat Lake
- Charleston Lake
- Lac Des Chats
- Jezero Couchiching
- Dog Lake
- Eabamet Lake
- Eagle Lake
- Eriejsko jezero
- Esnagi Lake
- Golden Lake
- Gornje jezero
- Gullrock Lake
- Holden Lake
- Huronsko jezero
- Jezero Joseph
- Kabinakagami Lake
- Jezero Kagawong
- Kesagami Lake
- Lac des Mille Lacs
- Lady Evelyn Lake
- Jezero of Bays
- Jezero of the Woods
- Little Sachigo Lake
- Limerick Lake
- Long Lake
- MacDowell Lake
- Mameigwess Lake
- Lake Manitou
- Marmion Lake
- Jezero Mindemoya
- Minnitaki Lake
- Missisa Lake
- Mojikit Lake
- Jezero Muskoka
- Night Hawk Lake
- Jezero Nipigon
- Jezero Nipissing
- North Caribou Lake
- Jezero Nosbonsing
- Nungesser Lake
- Jezero Ogoki
- Onaman Lake
- Ontarijsko jezero
- Opeongo Lake
- Ozhiski Lake
- Jezero Panache
- Pierce Lake
- Pigeon Lake
- Rainy Lake
- Rice Lake
- Jezero Rosseau
- Round Lake
- Sachigo Lake
- Lake Saint Clair
- Sand Lake
- Sandy Lake
- Savant Lake
- Jezero Scugog
- Seseganaga Lake
- Lac Seul
- Severn Lake
- Shibogama Lake
- Shoal Lake
- Jezero Simcoe
- Smoothrock Lake
- Steel Lake
- Jezero St. Joseph
- Stony Lake
- Sturgeon Lake
- Jezero Temagami
- Tetu Lake
- Jezero Timiskaming
- Trout Lake
- Umfreville Lake
- Wabigoon Lake
- White Otter Lake
- Wanapitei Lake
- Wapikopa Lake
- Weagomow Lake
- White Lake
- Whiteclay Lake
- Whitewater Lake
- Windermere Lake
- Windigo Lake
- Winisk Lake
- Jezero Wolsey
- Wunnummin Lake